# Lords of Thunder
Lords Of Thunder (Winds of Thunder в Японии) — видеоигра в жанре горизонтального скролл-шутера, разработанная компанией Red Entertainment и изданная Hudson Soft в 1993 году для игровой консоли TurboGrafx-CD. Позже в том же году была выпущена версия для Sega Mega-CD. Игра была переиздана на сервисе Virtual Console для Nintendo Wii в феврале 2008 года. Игра является неофициальным продолжением игры Gate of Thunder, разработанной той же компанией.
Игра имеет саундтрек в формате CD Audio, состоящий из композиций в стиле тяжёлого рока.

## Игровой процесс
Сюжет игры рассказывает о пробуждении в мире Мистрал злогого бога Заггарта и его приспешников. Им противостоит герой игры, рыцарь-бог Лэндис. Он должен победить армию Заггарта в семи уровнях игры. Первые шесть уровней могут быть пройдены в любом порядке.
В начале каждого уровня игрок выбирает один из четырёх типов брони. Этот выбор влияет на его вооружение. После выбора брони появляется магазин, в котором игрок может приобрести дополнительную энергию и улучшить вооружение. В качестве денег используются монеты. Собирая кристаллы, выпадающие из уничтоженных врагов, игрок увеличивает количество монет.